# 海南赤车
海南赤车（学名：Pellionia paucidentata var. hainanica）为荨麻科赤车属下的一个变种。

## 扩展阅读
- 維基物種上的相關：海南赤车